# 국카스텐
국카스텐(독일어: Guckkasten) 은 대한민국의 록 밴드이다. 밴드 이름은 중국식 만화경을 뜻하는 독일어로, 만화경을 들여다 볼때 보이는 모습같이 아날로그함 속에 숨어 있는 사이키델릭한 영상처럼, 음악으로 하나의 이미지를 표현하고자 하는 실험정신을 모티브로 삼고 있다.

## 역사
2000년, 대학교에서 밴드를 하고 있던 이정길은 당시 헤비메탈 티셔츠를 입고 있던 하현우에게 우연히 "저기요, 혹시 음악하시는 분이세요?" 라고 물어본 것을 계기로 밴드 동아리에서 함께 활동을 하게 된다. 하지만 그 후 중단하게 된다. 2001년 하현우, 이정길, 유진아(현재는 밴드 해머링의 베이시스트)는 밴드를 준비하던 중 인터넷사이트에 기타리스트 구인 광고를 내고 그것을 통해 전규호를 만나게 된다. 당시 기타리스트였던 유진아는 포지션을 베이스 기타로 전향하였고 뉴 언발란스라는 밴드를 결성하게 된다. 그리고 대학밴드동아리에서 함께 활동했던 키보디스트 이인경이 합류하게 된다. 2002년 뉴 언발란스는 활동을 중단하였고 베이시스트였던 유진아가 팀을 탈퇴하게 된다.
2003년 하현우, 전규호, 이정길은 밴드명을 The C.O.M(더 컴)으로 변경한다. 박철영을 새로운 베이시스트로 영입하고 라이브클럽 슬러거, 재머스 등지에서 공연을 하며 활동을 시작한다. 그러나 그해 8월, 군입대문제로 인해 팀은 해체하게 된다. 2003년 10월 5일 쌈지 사운드 페스티벌 숨은고수에 선정된다. 팀은 이미 해체한 상태였지만 쌈지 사운드 페스티벌을 마지막으로 무대에 오르게 된다. 2004년 하현우, 이정길은 군입대를 하였고 전규호는 고향인 강원도로 돌아간다. 2006년 4월, 하현우는 군제대를 하고 전규호를 만나 밴드를 다시 하기로한다. 강원도에 있는 전규호의 부모님이 운영하는 펜션에서 함께 살면서 7개월 동안 곡을 쓰게 된다.
2007년 4월, 이정길 또한 군복무를 마치고 밴드에 합류하였고 밴드명을 국카스텐으로 변경한다. 5월 17일 라이브클럽 쌤에서 국카스텐으로서의 첫 공연을 하게 되고 8월에는 기타리스트 김진억을 베이시스트로 영입한다. 8월 24일에 열린 쌈지 사운드 페스티벌 숨은고수 3차 예선을 기점으로 활동을 시작하게 되고 9월 29일 쌈지 사운드 페스티벌 숨은고수에 선정된다. 2008년, 베이시스트 김진억은 1월 11일에 행해진 '낭만질주.12'를 마지막 공연으로 팀을 탈퇴하였고 나머지 멤버들은 3월에 강원도 펜션을 떠나 서울로 작업실을 옮긴다. 4월부터 본격적으로 녹음에 들어갔고, 거처를 작업실과 가까운 낙성대로 옮긴다. 2008년 6월에 열린 EBS 스페이스 공감 6월의 헬로루키에 선정이 되고 이 시기를 기점으로 베이시스트 김기범이 합류하여 지금의 국카스텐이 완성하게 된다. 2008년 12월, 헬로루키 오브 더 이어 올해의 헬로루키 대상을 수상한다.
2008년 12월 인디레이블인 루비살롱 레코드와 계약을 하고 12월 30일, 첫 싱글 앨범 〈Guckkasten〉을 발표한다. 2009년 2월 4일에 첫 정규 앨범 《Guckkasten》을 발표한다. 2010년에 열린 제7회 한국대중음악상에서 록부문 최우수 노래상 및 올해의 신인상 등 2관왕을 수상했다. 2010년 4월 20일, 2009년에 발표한 《Guckkasten》(Before Regular Album)을 리레코딩한 앨범 《Guckkasten》을 발표하고 같은 해 12월 7일에 EP음반인 《Tagträume》를 발표한다.
2011년 8월, 루비살롱 레코드에서 예당엔터테인먼트로 소속사를 이적한다. 2012년 제15회부천국제만화축제(BICOF2012) 공식 트레일러의 음악을 담당하였다.
2013년 10월 소속사인 예당컴퍼니(예당엔터테인먼트)를 상대로 부당한 대우와 정산금 미지급, 매니지먼트의 일방적 통보 시스템 등을 근거로 전속계약효력부존재확인과 함께 2000만 원을 지급하라는 소송을 제기하면서 활동을 중단했고, 이에 예당컴퍼니는 국카스텐의 계약 위반을 주장하며 5억 원의 손해배상을 요구하는 반소를 제기했다. 2014년 7월 서울중앙지법은 국카스텐이 예당컴퍼니를 상대로 제기한 전속계약효력부존재확인 소송에서 "양 측이 지난 2011년 8월11일 체결한 전속계약의 효력은 존재하지 않음을 확인한다"며 국카스텐의 손을 들어주고 예당컴퍼니의 반소는 기각했다.
2014년 9월 15일 디지털 싱글 〈감염〉을 발표 후 10월 24일 인터파크INT와 계약을 한다. 11월 7일부터 8일까지 아트워크 프로젝트 [FRAME] with.서고운을 개최하여 뮤직비디오와 2집 곡을 선공개 하고 11월 26일 5년만에 정규 2집 《FRAME》을 발표하였다. 2016년 6월 12일 신곡 'PULSE'를 발표했다. 이 곡은 자기 안에 잠들어 있던 열정(열망)이 어느 순간, 어떤 계기를 통하여 눈을 뜨고, 마음 속 깊은 곳에 묻혀 있던 고동이 치열하게 뛰고 있음을 다시금 깨닫게 된다는 내용이다.

## 음악 스타일
국카스텐의 음악을 하나의 장르로 요약해달라는 질문에 그들은 "사이키델릭, 포크, 하드록, 코어, 일렉트로니카 등 한마디로 요약하기는 어렵다. 우리는 음악을 가리지 않고 듣고, 또 여러 장르를 소화할 만한 기량도 갖고 있다."고 답했다.

## 구성원
하현우
생년월일 : 1981년 11월 25일
포지션 : 리더, 보컬, 기타
별명 : 개구리, 그리부이 (gribouill), 그쌤, 음악대장, 하도사
혈액형 : A
전규호
생년월일 : 1979년 10월 8일
포지션 : 기타
별명 : 교 (kyo), 갓감자
혈액형 : A
이정길
생년월일 : 1982년 2월 17일
포지션 : 드럼
별명 : 광길 (光吉)
혈액형 : A
김기범
생년월일 : 1985년 3월 22일
포지션 : 베이스
별명 : 기뱅 (kibang)
혈액형 : AB

### 이전 구성원
김진억
생년월일 : 1983년 1월
포지션 : 베이스
별명 : 견유
활동기간 : 2007년 8월 ~ 2008년 1월

## 음반 목록
정규 음반
- Guckkasten (Before Regular Album) (2009년 2월 4일)
- Guckkasten (2010년 4월 20일)
- FRAME (2014년 11월 26일)

싱글
- Guckkasten (2008년 12월 29일)
- Montage (2012년 6월 18일)
- 감염 (2014년 9월 15일)
- 도둑 (2015년 11월 20일)
- Pulse (2016년 6월 12일)

EP
- Tagträume (2010년 12월 7일)
- Stranger (2017년 11월 15일)

## 콘서트
| 연도   | 형태        | 타이틀                                                         | 공연일정                | 장소                                  |
| ------ | ----------- | -------------------------------------------------------------- | ----------------------- | ------------------------------------- |
| 2009년 | 단독 콘서트 | This Is Real Music                                             | 2009년 2월 21일         | 서울 홍대 브이홀                      |
| 2009년 | 단독 콘서트 | Goodbye Psychedelic 2009                                       | 2009년 12월 26일        | 서울 구로아트밸리 예술극장            |
| 2011년 | 투어        | Tagträume                                                      | 2011년 1월 22일         | 서울 홍대 롤링홀                      |
| 2011년 | 투어        | Tagträume                                                      | 2011년 1월 23일         | 인천 부평아트센터 달누리 극장         |
| 2011년 | 투어        | Tagträume                                                      | 2011년 4월 16일         | 부산 클럽 인터플레이                  |
| 2011년 | 투어        | Tagträume                                                      | 2011년 4월 17일         | 대구 대백프라자 프라임홀              |
| 2011년 | 단독 콘서트 | 2011 국카스텐 콘서트                                           | 2011년 7월 9일          | 서울 악스코리아                       |
| 2011년 | 단독 콘서트 | 국카스텐 비주얼 아트 콘서트                                    | 2011년 12월 10일 ~ 11일 | 서울 악스코리아                       |
| 2012년 | 단독 콘서트 | Time After Time                                                | 2012년 12월 30일 ~ 31일 | 서울 잠실학생체육관                   |
| 2014년 | 단독 콘서트 | FRAME                                                          | 2014년 12월 30일 ~ 31일 | 서울 블루스퀘어 삼성카드홀            |
| 2015년 | 단독 콘서트 | Squall Vol. 1                                                  | 2015년 5월 1일          | 서울 합정동 롯데카드아트센터          |
| 2015년 | 단독 콘서트 | Happening                                                      | 2015년 12월 19일        | 서울 블루스퀘어 삼성카드홀            |
| 2016년 | 합동 콘서트 | GUCKKASTEN Present「Squall X カオスの百年」in SEOUL            | 2016년 2월 27일         | 롯데카드아트센터 아트홀               |
| 2016년 | 합동 콘서트 | 9mm Parabellum Bullet Present「カオスの百年 X Squall」in TOKYO | 2016년 3월 3일          | 일본 도쿄 에비스 LIQUIDROOM           |
| 2016년 | 투어        | Squall                                                         | 2016년 6월 11일 ~ 12일  | 서울 블루스퀘어 삼성카드홀            |
| 2016년 | 투어        | Squall                                                         | 2016년 6월 18일         | 부산 KBS홀                            |
| 2016년 | 투어        | Squall                                                         | 2016년 6월 25일         | 광주 김대중컨벤션센터 다목적홀        |
| 2016년 | 투어        | Squall                                                         | 2016년 7월 2일          | 대구 EXCO 컨벤션홀                    |
| 2016년 | 투어        | Squall                                                         | 2016년 7월 16일         | 대전 충남대학교 국제문화회관 정심화홀 |

### 그 외 공연
| 연도   | 타이틀                                          | 공연일정         | 장소                           |
| ------ | ----------------------------------------------- | ---------------- | ------------------------------ |
| 2007년 | Freshground of SSAM vol.15                      | 2007년 5월 17일  | 라이브클럽 쌤                  |
| 2007년 | Freshground of SSAM vol.16                      | 2007년 6월 21일  | 라이브클럽 쌤                  |
| 2007년 | Twonight Party vol.6                            | 2007년 7월 13일  | 클럽 spot                      |
| 2007년 | Freshground of SSAM vol.17                      | 2007년 8월 9일   | 라이브클럽 쌤                  |
| 2007년 | 클럽 '打' '광복절 특사'                         | 2007년 8월 15일  | 라이브클럽 타                  |
| 2007년 | Rock n Roll Night                               | 2007년 9월 8일   | 클럽 FF                        |
| 2007년 | 낭만질주.8                                      | 2007년 9월 14일  | 라이브클럽 쌤                  |
| 2007년 | 2007 앤(&)쌈지 사운드 페스티벌 제9탄 고맙습니다 | 2007년 9월 29일  | 한강시민공원 난지지구 잔디마당 |
| 2007년 | 36.5°C                                          | 2007년 10월 5일  | 라이브클럽 쌤                  |
| 2007년 | 사운드데이 43th - 숨은고수 다시보기 스페셜!     | 2007년 10월 19일 | 라이브클럽 쌤                  |
| 2007년 | No.1 Indie Experience                           | 2007년 11월 10일 | 클럽 FF                        |
| 2007년 | 낭만질주.10                                     | 2007년 11월 30일 | 라이브클럽 쌤                  |
| 2007년 | 80th 클럽데이                                   | 2007년 12월 28일 | 라이브클럽 쌤                  |

| 연도   | 타이틀                                       | 공연일정         | 장소                                   |
| ------ | -------------------------------------------- | ---------------- | -------------------------------------- |
| 2008년 | 2008 Happy New Year Show                     | 2008년 1월 5일   | 클럽 DRUG                              |
| 2008년 | 낭만질주.12                                  | 2008년 1월 11일  | 라이브클럽 쌤                          |
| 2008년 | 낭만질주.13                                  | 2008년 2월 11일  | 라이브클럽 쌤                          |
| 2008년 | 인디락 공연 매니아 -음악은 어디에서 오는가   | 2008년 2월 23일  | 클럽 프리버드                          |
| 2008년 | 낭만질주 - 낭만릴레이 그 첫 번째.            | 2008년 4월 11일  | 라이브클럽 쌤                          |
| 2008년 | 크라잉넛 쑈!!!                               | 2008년 4월 13일  | 클럽 DRUG(DGBD)                        |
| 2008년 | 84th 클럽데이                                | 2008년 4월 25일  | 클럽 FF                                |
| 2008년 | 2nd 서울 월드 DJ 페스티벌                    | 2008년 5월 4일   | 한강시민공원 난지지구 잔디마당         |
| 2008년 | THANK YOU!                                   | 2008년 5월 31일  | 라이브클럽 쌤                          |
| 2008년 | 86th 클럽데이                                | 2008년 6월 27일  | 클럽 FF                                |
| 2008년 | 서교그룹사운드 앨범발매기념공연 - 게스트출연 | 2008년 7월 12일  | 클럽 FF                                |
| 2008년 | 락동산 10회기념 락페스티벌                   | 2008년 7월 19일  | 롤링홀                                 |
| 2008년 | Sweet My Own Summer 2008 - 게스트출연        | 2008년 7월 20일  | 홍대 캐치라이트 클럽(Catch Light Club) |
| 2008년 | 인천 펜타포트 락 페스티벌 2008               | 2008년 7월 25일  | 인천 송도                              |
| 2008년 | 펜타포트 락 페스티벌 애프터파티              | 2008년 8월 2일   | 클럽 FF                                |
| 2008년 | 서울 프린지 페스티벌 -knife-point            | 2008년 8월 17일  | 클럽 DGBD                              |
| 2008년 | 골목대장6기 기획공연 - 고딕호러픽쳐쇼!!      | 2008년 8월 24일  | 라이브클럽 쌤                          |
| 2008년 | Sunny Sunday                                 | 2008년 9월 7일   | 클럽 타                                |
| 2008년 | 제1회 대한민국 콘텐츠페어 music space 2008   | 2008년 9월 24일  | 상암동 DMC 누리꿈스퀘어                |
| 2008년 | 2008 쌈지 사운드 페스티벌                    | 2008년 10월 3일  | 서울올림픽공원 88잔디마당              |
| 2008년 | 90th 클럽데이                                | 2008년 10월 31일 | 사운드홀릭                             |
| 2008년 | 싸이키델릭 팩토리                            | 2008년 11월 8일  | 클럽 DGBD                              |
| 2008년 | 루비살롱 2주년 기념파티                      | 2008년 11월 22일 | 루비살롱                               |
| 2008년 | 2008 인디뮤직 페스타 헬로루키 OF THE YEAR    | 2008년 11월 29일 | 멜론악스                               |
| 2008년 | 낭만질주.15                                  | 2008년 12월 14일 | 라이브클럽 쌤                          |
| 2008년 | Winter Wonderland                            | 2008년 12월 20일 | 클럽 FF                                |
| 2008년 | 이장혁 vol.2 앨범발매기념공연 - 게스트       | 2008년 12월 26일 | 홍대 브이홀                            |
| 2008년 | DRUG FRIENDS BIG PARTY                       | 2008년 12월 31일 | 클럽 DGBD                              |

| 연도   | 타이틀                                                | 공연일정         | 장소                                     |
| ------ | ----------------------------------------------------- | ---------------- | ---------------------------------------- |
| 2009년 | The New Continent                                     | 2009년 1월 3일   | 라이브클럽 SSAM                          |
| 2009년 | 93th The Club Day                                     | 2009년 1월 30일  | 클럽 FF                                  |
| 2009년 | 갤럭시 익스프레스 단독공연 vol.2                      | 2009년 2월 7일   | KT&G 상상마당 라이브홀                   |
| 2009년 | 싸이키델릭 팩토리2                                    | 2009년 2월 28일  | 클럽 DGBD                                |
| 2009년 | 수요 주먹밥콘서트                                     | 2009년 3월 4일   | 상상마당                                 |
| 2009년 | 검정치마 첫번째 단독공연 - 우정게스트                 | 2009년 3월 14일  | 클럽 타                                  |
| 2009년 | The Rockshow!!                                        | 2009년 3월 20일  | 사운드홀릭                               |
| 2009년 | 95th The Club Day                                     | 2009년 3월 27일  | DGBD                                     |
| 2009년 | 루비살롱 레이블쑈[반드시 크게 들을 것]                | 2009년 4월 11일  | 상상마당 라이브홀                        |
| 2009년 | 96th The ClubDay -RccknRoll U.F.O from Ruby planet    | 2009년 4월 24일  | 클럽 FF                                  |
| 2009년 | Cafe VELOSO Sunday 6PM Concert - 국카스텐 (acoustic)  | 2009년 4월 26일  | cafe Veloso(카페 벨로주)                 |
| 2009년 | MUSIC DAY 2009 GO!Green ~10円で地球の明日を変えよう!~ | 2009년 5월 4일   | 일본 Shibuya O-EAST                      |
| 2009년 | 제10회 전주국제영화제                                 | 2009년 5월 6일   | JIFF Space                               |
| 2009년 | 롤링 페스티벌                                         | 2009년 5월 17일  | 롤링홀                                   |
| 2009년 | 대중음악상 후원공연                                   | 2009년 5월 20일  | 상상마당 라이브홀                        |
| 2009년 | 인디루트 페스타                                       | 2009년 5월 29일  | KT&G 상상마당 라이브홀                   |
| 2009년 | 2009 타임투락 페스티벌                                | 2009년 5월 30일  | 잠실종합운동장 올림픽주경기장            |
| 2009년 | 루비살롱레이블쑈2 썸머슬램                            | 2009년 6월 14일  | 서울 상상마당 라이브홀                   |
| 2009년 | 중국 상하이 클럽 투어                                 | 2009년 6월 18일  | 중국 상하이 LOGO BAR                     |
| 2009년 | 중국 상하이 클럽 투어                                 | 2009년 6월 19일  | 중국 상하이 288 BAR                      |
| 2009년 | 중국 상하이 클럽 투어                                 | 2009년 6월 20일  | 중국 상하이 SUS2 or Live BAR             |
| 2009년 | SUMMER PEOPLE'S ROCK FESTIVAL                         | 2009년 6월 21일  | 중국 상하이 Live house YUYINTANG(育音堂) |
| 2009년 | 2009 제주 스테핑 스톤 페스티벌                        | 2009년 7월 4일   | 제주 중문해수욕장                        |
| 2009년 | 2009 구로아트밸리 인디락 페스티벌                     | 2009년 7월 9일   | 구로아트밸리 예술극장                    |
| 2009년 | 싸이키델릭 팩토리3 - 융통성 없는 사랑과 무모한 열정   | 2009년 7월 11일  | KT&G 상상마당 라이브홀                   |
| 2009년 | 인천 펜타포트 락 페스티벌 2009                        | 2009년 7월 25일  | 송도유원지내 야외 특설무대               |
| 2009년 | 99th The Club Day                                     | 2009년 7월 31일  | 클럽 DGBD                                |
| 2009년 | 2009 국제평화 록 페스티벌                             | 2009년 8월 9일   | 양구군 청소년수련관특설무대              |
| 2009년 | Summer Night Fever 인디밴드 Festival!                 | 2009년 8월 10일  | 세종문화회관 대극장                      |
| 2009년 | 2009 서울숲 별밤축제 릴레이록페스티벌                 | 2009년 8월 13일  | 서울숲                                   |
| 2009년 | 멜트 바나나(MELT-BANANA) 내한공연                     | 2009년 8월 23일  | 클럽 FF                                  |
| 2009년 | 100th The Club Day                                    | 2009년 8월 28일  | 클럽 DGBD                                |
| 2009년 | 부산 썬셋 라이브 2009                                 | 2009년 8월 29일  | 오픈스페이스 배                          |
| 2009년 | 제2회 스트릿 아트 페스티벌                            | 2009년 9월 5일   | 홍대거리일대                             |
| 2009년 | 파스텔뮤직 7주년 기념 공연 <본격만남 vol.1>           | 2009년 9월 6일   | KT&G 상상마당 라이브홀                   |
| 2009년 | 2009 갭 본투락 콘서트                                 | 2009년 9월 26일  | KT&G 상상마당 라이브홀                   |
| 2009년 | 2009 서울캠핑페스티벌                                 | 2009년 9월 27일  | 상암 월드컵공원 내 노을공원              |
| 2009년 | 젊음, 국악과 만나다                                   | 2009년 10월 4일  | 서울광장                                 |
| 2009년 | 2009 대한민국 라이브뮤직 페스티벌                     | 2009년 10월 17일 | 난지도 한강공원                          |
| 2009년 | 2009 부평역사박물관 토요상설공연                      | 2009년 10월 17일 | 부평 역사박물관                          |
| 2009년 | 컨버스 인디컬쳐 페스티벌                              | 2009년 10월 31일 | 홍대 T - bar                             |
| 2009년 | 2009 광주인디뮤직페스티벌                             | 2009년 11월 1일  | 컬처클럽 네버마인드                      |
| 2009년 | 보/청/기 프로젝트2 - 사막 여행자의 노래               | 2009년 11월 6일  | 라이브클럽 쌤                            |
| 2009년 | 한국대중음악축제 2009 올해의 헬로루키                 | 2009년 11월 14일 | 서울올림픽공원 펜싱경기장                |
| 2009년 | 2009 문학노래축제 - 문학노래 콘서트                   | 2009년 11월 15일 | 국립중앙박물관 대강당                    |
| 2009년 | STAR WARS CONCERT                                     | 2009년 11월 22일 | 롤링홀                                   |
| 2009년 | CGV 펍 프로젝트 11월 공연                             | 2009년 11월 25일 | CGV 펍프로젝트                           |
| 2009년 | Rubysalon all night Show @Blue Spirit                 | 2009년 11월 27일 | Ben＠Blue Spirit                         |
| 2009년 | 허클베리핀 2009 옐로 콘서트                           | 2009년 12월 12일 | 상상마당 라이브홀                        |
| 2009년 | 2th 드럭 프렌즈 빅파티                                | 2009년 12월 31일 | 클럽 드럭                                |

| 연도   | 타이틀                                                 | 공연일정             | 장소                               |
| ------ | ------------------------------------------------------ | -------------------- | ---------------------------------- |
| 2010년 | 싸이키델릭 팩토리4 - 우리는 커서 뭐가 될까             | 2010년 2월 6일       | KT&G 상상마당 라이브홀             |
| 2010년 | 부평아트뮤직페스티벌                                   | 2010년 2월 12일      | 부평아트센터 대공연장              |
| 2010년 | 2010 루비살롱 클럽 투어 - 부산                         | 2010년 2월 27일      | 클럽 인터플레이                    |
| 2010년 | 2010 루비살롱 클럽 투어 - 대구                         | 2010년 2월 28일      | 클럽 헤비                          |
| 2010년 | 나비 첫 EP 앨범 발매 기념 공연 - 게스트출연            | 2010년 3월 6일       | 클럽 빵                            |
| 2010년 | 樂콘서트 Best of The Best                              | 2010년 3월 12일      | KT&G 상상마당 라이브홀             |
| 2010년 | 유튜브 뮤직데이                                        | 2010년 3월 20일      | 서울 악스홀                        |
| 2010년 | 107th CLUBDAY Ruby Salon Special                       | 2010년 3월 26일      | 클럽 FF                            |
| 2010년 | 2010 신촌 락 페스티벌                                  | 2010년 3월 26일      | 연세대학교 노천극장                |
| 2010년 | 2010 라이브 클럽 페스트                                | 2010년 5월 1일       | 클럽 타                            |
| 2010년 | 갤럭시 익스프레스 정규 2집 발매 공연 - 게스트출연      | 2010년 5월 1일       | KT&G 상상마당 라이브홀             |
| 2010년 | 제4회 월드 디제이 페스티벌 - 4th WDF                   | 2010년 5월 8일 ~ 9일 | 한강시민공원 난지지구 중앙잔디마당 |
| 2010년 | Mint Festa vol.26 flower                               | 2010년 5월 16일      | KT&G 상상마당 라이브홀             |
| 2010년 | 그린플러그드 페스티벌 2010                             | 2010년 5월 22일      | 상암 월드컵공원 내 노을공원        |
| 2010년 | 타바코쥬스 2집 발매 기념 콘서트 - 게스트출연           | 2010년 5월 30일      | 클럽 드럭                          |
| 2010년 | 2010 대한민국 라이브 뮤직 타임투락                     | 2010년 6월 5일       | 난지도 한강공원                    |
| 2010년 | 밸리 브릿지 2010 @ V Hall Part2. Go Red                | 2010년 6월 26일      | 홍대 브이홀                        |
| 2010년 | 하늘아래 그 콘서트 Vol.11 - 국카스텐                   | 2010년 7월 16일      | 부산문화회관 소극장                |
| 2010년 | 인천 펜타포트 락 페스티벌 2010                         | 2010년 7월 24일      | 수도권매립지 (인천드림파크)        |
| 2010년 | 2010 울산서머페스티벌-Summer Festival stage            | 2010년 7월 29일      | 태화교 잔디밭                      |
| 2010년 | 지산 밸리 록 페스티벌 2010                             | 2010년 7월 30일      | 지산 포레스트 리조트               |
| 2010년 | 제11회 부산 국제 록 페스티벌                           | 2010년 8월 8일       | 부산 다대포해수욕장                |
| 2010년 | 6th 제천국제음악영화제 - 필름초이스                    | 2010년 8월 13일      | 청풍호반 수상아트홀                |
| 2010년 | 2010광주청소년음악페스티벌                             | 2010년 9월 4일       | 광주 염주종합체육관                |
| 2010년 | S.ound box                                             | 2010년 9월 5일       | 상상마당 Live Hall                 |
| 2010년 | 칵스 첫 단독콘서트 Enter - 게스트출연                  | 2010년 9월 12일      | 클럽 DGBD                          |
| 2010년 | 허클베리 핀 라이브앨범 발매기념 콘서트 - 게스트출연    | 2010년 9월 17일      | 클럽 DGBD                          |
| 2010년 | 2010 갭 본투락 콘서트                                  | 2010년 10월 2일      | 악스코리아                         |
| 2010년 | 그랜드 민트 페스티벌 2010                              | 2010년 10월 23일     | 서울올림픽공원                     |
| 2010년 | 2010공연마당프로젝트 the stage2                        | 2010년 11월 30일     | 이화여고 100주년기념관             |
| 2010년 | 자력갱생 프로젝트                                      | 2010년 11월 20일     | 부평아트센터 해누리 극장           |
| 2010년 | 열.공.Rock                                             | 2010년 11월 27일     | 안산문화예술의전당 달맞이극장      |
| 2010년 | EBS 스페이스 공감 Special Live - 2010 올해의 헬로 루키 | 2010년 12월 4일      | 고려대 화정체육관                  |
| 2010년 | White Malling Serenade - 국카스텐 어쿠스틱 공연        | 2010년 12월 12일     | 타임스퀘어                         |
| 2010년 | 2010 파이널 딜라이트 스테이지                          | 2010년 12월 18일     | 삼성전자홍보관딜라이트             |
| 2010년 | 카운트다운 판타지 2010-2011                            | 2010년 12월 31일     | 악스코리아                         |

| 연도   | 타이틀                                                          | 공연일정               | 장소                               |
| ------ | --------------------------------------------------------------- | ---------------------- | ---------------------------------- |
| 2011년 | 달빛요정역전만루홈런 추모공연                                   | 2011년 1월 27일        | Geek Live House                    |
| 2011년 | MBC 스타 오디션 위대한 탄생 라이브 녹화공연                     | 2011년 2월 18일        | 홍대 롤링홀                        |
| 2011년 | 상상유니브 제1회 전국밴드콘테스트 폭풍전야 축하공연             | 2011년 2월 20일        | 상상마당 라이브홀                  |
| 2011년 | 제8회 한국대중음악상 - 시상식 축하무대                          | 2011년 2월 23일        | 서울올림픽공원 우리금융아트홀      |
| 2011년 | 이승환 차카게 살자 season2 : 예쁜~짓 무한RT.                    | 2011년 2월 26일        | 악스코리아                         |
| 2011년 | BAND WEEK 리얼주크박스 Vol.59 국카스텐＋서드스톤                | 2011년 3월 4일         | KT&G 상상마당 라이브홀             |
| 2011년 | 킹스턴 루디스카 스프링콘서트 - 게스트출연                       | 2011년 3월 12일        | 상상마당 라이브홀                  |
| 2011년 | 세이브 더 에어 그린 콘서트#5 With 보드카레인, 국카스텐          | 2011년 3월 19일        | KT&G 상상마당 라이브홀             |
| 2011년 | sound of typo - Interactive play of sound-vision                | 2011년 4월 23일        | 부평아트센터 해누리극장            |
| 2011년 | 제12회 전주국제영화제                                           | 2011년 5월 5일         | 지프스페이스                       |
| 2011년 | 제5회 월드 디제이 페스티벌 - 5th WDF                            | 2011년 5월 7일         | 양평                               |
| 2011년 | 러시 아워 콘서트 2 - 국카스텐, 서드스톤                         | 2011년 5월 13일        | LG아트센터                         |
| 2011년 | 그린플러그드 페스티벌 2011                                      | 2011년 5월 14일        | 한강시민공원 난지지구 중앙잔디마당 |
| 2011년 | 청춘페스티벌 2011                                               | 2011년 5월 28일        | 플로팅 스테이지(여의도한강공원)    |
| 2011년 | 하늘樂 콘서트                                                   | 2011년 6월 3일         | 가든파이브 옥상정원                |
| 2011년 | 2011 들국화 리메이크 음반 발매 기념 공연                        | 2011년 6월 4일         | 홍대 브이홀                        |
| 2011년 | EDIYA 인디 밴드 콘서트                                          | 2011년 6월 19일        | 홍대 브이홀                        |
| 2011년 | 락스타 뮤직페스트 – 스페셜 게스트                               | 2011년 6월 24일        | 홍대 브이홀                        |
| 2011년 | 2011 인천프린지페스티벌 - 음악정원                              | 2011년 7월 17일        | 인천자유공원 중앙광장              |
| 2011년 | 신세계 문화홀 국카스텐 콘서트                                   | 2011년 7월 27일        | 신세계 센텀시티 문화홀             |
| 2011년 | 지산 밸리 록 페스티벌 2011                                      | 2011년 7월 31일        | 지산 포레스트 리조트               |
| 2011년 | 제12회 부산 국제 록 페스티벌                                    | 2011년 8월 7일         | 부산 삼락강변공원                  |
| 2011년 | 7th 제천국제음악영화제 - Feel & Fever Night                     | 2011년 8월 15일        | 청풍호반무대                       |
| 2011년 | 한일아트교류페스티벌 ePs 2011 Korea                             | 2011년 8월 19일        | 홍대 사운드홀릭                    |
| 2011년 | 8월의 딜라이트 스테이지                                         | 2011년 8월 20일        | 삼성전자홍보관딜라이트             |
| 2011년 | 8월 정재형의 아베끄 피아노                                      | 2011년 8월 26일        | 성남아트센터 앙상블시어터          |
| 2011년 | 2011 악보바다 공연 프로젝트 1st                                 | 2011년 8월 28일        | 홍대 V-Hall                        |
| 2011년 | 비디 아이 내한공연 - 특별출연                                   | 2011년 9월 3일         | 악스코리아                         |
| 2011년 | 삼성센스라이브파티                                              | 2011년 9월 16일        | 클럽 VERA                          |
| 2011년 | 2011 인천펜타포트뮤직인아츠페스티벌 아시아 스팟라이트           | 2011년 9월 18일        | 인천 부평아트센터 해누리 극장      |
| 2011년 | 매이플 위대한 콘서트                                            | 2011년 9월 23일        | 전주 한국소리문화의전당 야외공연장 |
| 2011년 | 2011 렛츠락 페스티벌 제1회 올레뮤직 인디어워드 - 축하공연       | 2011년 9월 24일 ~ 25일 | 한강시민공원 난지지구 중앙잔디마당 |
| 2011년 | 자살예방 프로젝트앨범 콘서트                                    | 2011년 9월 29일        | 장안구민회관 한누리아트홀          |
| 2011년 | 화요상설 Fire Rock Concert~!!                                   | 2011년 10월 4일        | 안동문화예술의전당 백조홀          |
| 2011년 | 위드 인디 시리즈 - 주현미 & 국카스텐                            | 2011년 10월 15일       | 마포아트센터 아트홀 맥             |
| 2011년 | 특별한 음악여행 - 익산                                          | 2011년 10월 21일       | 익산 솜리문화예술회관 대공연장     |
| 2011년 | 그랜드 민트 페스티벌 2011                                       | 2011년 10월 22일       | 서울올림픽공원                     |
| 2011년 | 피아 10주년 단독콘서트 the 10th anniversary of U&I - 게스트출연 | 2011년 10월 28일       | 악스코리아                         |
| 2011년 | 특별한 음악여행 - 공주                                          | 2011년 11월 5일        | 공주 문예회관 대공연장             |
| 2011년 | 특별한 음악여행 - 광주                                          | 2011년 11월 11일       | 광주 5.18문화센터 민주홀           |
| 2011년 | 데칼코마니 콘서트 - 국카스텐                                    | 2011년 12월 4일        | 인천 부평아트센터 해누리 극장      |
| 2011년 | 알리 White Christmas Concert - 게스트                           | 2011년 12월 24일       | 어린이대공원내 돔아트홀 게스트     |

| 연도   | 타이틀                                    | 공연일정         | 장소                                |
| ------ | ----------------------------------------- | ---------------- | ----------------------------------- |
| 2012년 | 한음파 콘서트 - 특별출연                  | 2012년 4월 20일  | KT&G 상상마당 라이브홀              |
| 2012년 | 2012 여수세계박람회 팝페스티벌            | 2012년 8월 10일  | 엑스포 특설무대                     |
| 2012년 | 슈퍼 소닉 페스티벌 2012                   | 2012년 8월 15일  | 서울올림픽공원                      |
| 2012년 | 서머 소닉 2012                            | 2012년 8월 19일  | 일본 도쿄 QVC마린필드&마쿠하리 멧세 |
| 2012년 | 2012 d'light Urbanground                  | 2012년 9월 15일  | 삼성딜라이트 야외광장               |
| 2012년 | 타임스퀘어 BUNKER PARTY 시즌4             | 2012년 9월 15일  | 타임스퀘어 지하 2층 공연장          |
| 2012년 | 제8회 올레뮤직 인디어워드 - 축하공연      | 2012년 9월 23일  | 난지 한강공원                       |
| 2012년 | 2012 갭 본투락 콘서트                     | 2012년 10월 6일  | 악스코리아                          |
| 2012년 | 잔다리 페스타                             | 2012년 10월 19일 | 상상마당 라이브홀                   |
| 2012년 | MBC 경남 통합1주년기념 나는 가수다 콘서트 | 2012년 10월 31일 | 경남 창원시 진해구 특설무대         |
| 2012년 | 상상실현 페스티벌                         | 2012년 11월 10일 | 악스코리아                          |
| 2012년 | 지식나눔 콘서트                           | 2012년 11월 23일 | 건국대학교 새천년관                 |

| 연도   | 타이틀                                         | 공연일정        | 장소                        |
| ------ | ---------------------------------------------- | --------------- | --------------------------- |
| 2013년 | 크라잉넛 쑈!! '크라잉 뱀쑈' - 게스트출연       | 2013년 1월 25일 | 홍대 프리즘홀               |
| 2013년 | 주현미의 특별한 쇼 - 특별출연                  | 2013년 2월 26일 | 세종문화회관 대극장         |
| 2013년 | 제4회 장대라대라 - "출발"                      | 2013년 2월 27일 | 인터파크 아트센터           |
| 2013년 | 사우스 바이 사우스웨스트                       | 2013년 3월 12일 | 미국 오스틴 엘리시움        |
| 2013년 | 조용필 프리미어 쇼케이스 Hello - 게스트출연    | 2013년 4월 23일 | 서울올림픽공원 올림픽홀     |
| 2013년 | Korean Music Festival 11 : Hollywood Bowl 2013 | 2013년 4월 27일 | 미국 L.A 할리우드 볼        |
| 2013년 | 2013 안산 밸리 록 페스티벌                     | 2013년 7월 28일 | 안산 대부 바다향기테마파크  |
| 2013년 | Summer In 여르미오-Jazz & Rock 페스티벌        | 2013년 8월 10일 | 안산문화예술의전당 중앙광장 |

| 연도   | 타이틀                      | 공연일정         | 장소                               |
| ------ | --------------------------- | ---------------- | ---------------------------------- |
| 2014년 | 2014 사운드베리 페스타      | 2014년 8월 15일  | 63컨벤션센터                       |
| 2014년 | 2014 양방언의 제주판타지    | 2014년 8월 23일  | 제주돌문화공원 야외특설무대        |
| 2014년 | 2014 렛츠락 페스티벌        | 2014년 9월 21일  | 한강시민공원 난지지구 중앙잔디마당 |
| 2014년 | 2014 춘천 밴드 페스티벌     | 2014년 10월 25일 | 춘천 중도 선착장 수변공원          |
| 2014년 | 2014 KT&G 상상실현 페스티벌 | 2014년 11월 15일 | 악스코리아                         |

| 연도   | 타이틀                                                                            | 공연일정         | 장소                               |
| ------ | --------------------------------------------------------------------------------- | ---------------- | ---------------------------------- |
| 2015년 | Vans "Off the Wall" Live Music                                                    | 2015년 1월 8일   | 반스 압구정 플래그십 스토어        |
| 2015년 | 제1회 라이브클럽데이                                                              | 2015년 2월 27일  | 상상마당 라이브홀                  |
| 2015년 | 2015 춘천 밴드 페스티벌                                                           | 2015년 5월 3일   | 춘천 삼천동 392 승마장 옆 수변공원 |
| 2015년 | 그린플러그드 서울 2015                                                            | 2015년 5월 24일  | 한강시민공원 난지지구 중앙잔디마당 |
| 2015년 | 울트라 뮤직 페스티벌 코리아 2015                                                  | 2015년 6월 12일  | 잠실종합운동장                     |
| 2015년 | 크라잉넛 20주년 기념콘서트 - 게스트출연                                           | 2015년 6월 20일  | 레진코믹스V홀                      |
| 2015년 | 안산 M 밸리 록 페스티벌                                                           | 2015년 7월 24일  | 안산 대부도 바다향기테마파크       |
| 2015년 | 런던 코리안 페스티벌                                                              | 2015년 8월 9일   | 영국 트라팔가 광장                 |
| 2015년 | 광복 70년 전야제                                                                  | 2015년 8월 14일  | 서울광장                           |
| 2015년 | 국민화합대축제 '우리기쁜날'                                                       | 2015년 8월 15일  | 광화문광장                         |
| 2015년 | 2015 구례 자연드림 락 페스티벌                                                    | 2015년 8월 22일  | 구례자연드림파크 문화광장          |
| 2015년 | 제주판타지2015                                                                    | 2015년 8월 29일  | 제주돌문화공원                     |
| 2015년 | LIQUIDROOM 11th ANNIVERASRY 9mm Parabellum Bullet x MO'SOME TONEBENDER 게스트출연 | 2015년 9월 17일  | 일본 LIQUIDROOM                    |
| 2015년 | DMZ 2.0 평화음악회                                                                | 2015년 9월 19일  | 임진각평화누리공원                 |
| 2015년 | 2015 렛츠락 페스티벌                                                              | 2015년 9월 20일  | 한강시민공원 난지지구 중앙잔디마당 |
| 2015년 | 2015 서울국제뮤직페어                                                             | 2015년 10월 6일  | 동대문디자인플라자 (DDP)           |
| 2015년 | 렛츠런파크 뮤직 페스티벌                                                          | 2015년 10월 9일  | 렛츠런파크 서울                    |
| 2015년 | 2015 서울아리랑페스티벌 - 춤춰라 아리랑                                           | 2015년 10월 10일 | 광화문광장                         |
| 2015년 | 2015 경산 영맨 락 페스티벌                                                        | 2015년 10월 13일 | 경산실내체육관                     |
| 2015년 | 2015 상상실현 페스티벌                                                            | 2015년 10월 24일 | KT&G 상상마당 춘천 아트센터        |
| 2015년 | 그린플러그드 뮤직파티                                                             | 2015년 10월 31일 | 익산예술의전당 대공연장            |
| 2015년 | 2015 올해의 헬로루키                                                              | 2015년 11월 14일 | 서울 악스코리아                    |
| 2015년 | 미야비 투어2015 WE ARE THE OTHERS -Extra in SEOUL 스페셜게스트                    | 2015년 12월 12일 | 롤링홀                             |
| 2015년 | 2015 국립극장 제야음악회                                                          | 2015년 12월 31일 | 국립극장 KB청소년 하늘극장         |

| 연도   | 타이틀                                 | 공연일정        | 장소                        |
| ------ | -------------------------------------- | --------------- | --------------------------- |
| 2016년 | 롤링 21주년 기념공연 vol.9             | 2016년 1월 23일 | 롤링홀                      |
| 2016년 | 현대카드 Curated 21 국카스텐           | 2016년 4월 2일  | 현대카드 UNDERSTAGE         |
| 2016년 | 2016 춘천 밴드 페스티벌                | 2016년 5월 14일 | 춘천 송암 레포츠 타운       |
| 2016년 | 그린플러그드 서울 2016                 | 2016년 5월 22일 | 난지 한강공원               |
| 2016년 | 2016 해운대 모래축제 - 프린지 페스티벌 | 2016년 5월 29일 | 부산 해운대                 |
| 2016년 | 미뎀 2016                              | 2016년 6월 3일  | 프랑스 칸                   |
| 2016년 | 2016 XS Night Run                      | 2016년 7월 1일  | 잠실종합운동장              |
| 2016년 | 2016 지산 밸리록 뮤직앤드아츠 페스티벌 | 2016년 7월 24일 | 지산 리조트                 |
| 2016년 | 2016 파크 콘서트                       | 2216년 7월 30일 | 성남 분당 중앙공원 야외무대 |
| 2016년 | 2016 전주 얼티밋 뮤직 페스티벌         | 2016년 8월 6일  | 전주종합경기장              |
| 2016년 | 2016 부산 록 페스티벌                  | 2016년 8월 26일 | 부산삼락생태공원            |
| 2016년 | 제주 뮤직 페스티벌 2016                | 2016년 8월 28일 | 제주 돌문화공원             |

## 출연

### 버라이어티
- 나는 가수다 II (MBC, 2012년)
- 미스터리 음악쇼 복면가왕 (MBC, 2016년): 보컬 하현우 (우리동네 음악대장)
- 마이 리틀 텔레비전 (MBC, 2016년)
- 유희열의 스케치북(327회): 국카스텐
- 해피투게더 (장르의 신 476회): 보컬 하현우, 드럼 이정길
- 라디오스타 (483회): 보컬 하현우
- 다큐멘터리 3일 계속해보겠습니다_ 홍대 음악거리 72시간 : 보컬 하현우 (목소리 더빙)

### 영화
- 반드시 크게 들을 것 (2009년) - 본인(국카스텐) 역

### CM
- 2013 열정 MBC : MBC가 열정으로 여러분과 함께 합니다 편 (2013년)

## 기타

### 전자책
- 만화경 속 국카스텐 (2011년 12월6일, 비아북)

### 게임
- 국카스텐 셰이크 (Guckkasten SHAKE) (2012년 1월 19일, 개발:둡(dooub)) - 뮤지션 셰이크 프로젝트로 둡에서 개발한 아이폰 전용의 리듬액션 모바일게임.

## 수상 내역
| 연도   | 시상식                               | 시상 부문           | 후보작/후보자 | 결과 |
| ------ | ------------------------------------ | ------------------- | ------------- | ---- |
| 2008년 | 인디뮤직 페스타 헬로루키 OF THE YEAR | 대상                | 국카스텐      | 수상 |
| 2010년 | 제7회 한국대중음악상                 | 올해의 신인         | 국카스텐      | 수상 |
| 2010년 | 제7회 한국대중음악상                 | 최우수 록 노래부문  | 〈거울〉      | 수상 |
| 2012년 | MBC 방송연예대상                     | 가수부문 인기상     | 국카스텐      | 수상 |
| 2016년 | 제12회 골든티켓어워즈                | 국내콘서트 뮤지션상 | 국카스텐      | 수상 |
| 2018년 | 제9회 대한민국 대중문화예술상        | 문화체육관광부 표창 | 국카스텐      | 수상 |
| 2020년 | 브랜드 고객충성도 대상               | 락 밴드부문         | 국카스텐      | 수상 |

## 같이 보기
- The C.O.M
- 국카스텐의 음반 목록